# Sonja Schiedt
Sonja Schiedt es una deportista alemana que compitió en taekwondo. Ganó dos medallas de bronce en el Campeonato Europeo de Taekwondo en los años 1994 y 1996.

## Palmarés internacional
| Campeonato Europeo | Campeonato Europeo   | Campeonato Europeo | Campeonato Europeo |
| Año                | Lugar                | Medalla            | Categoría          |
| ------------------ | -------------------- | ------------------ | ------------------ |
| 1994               | Zagreb (Croacia)     | Medalla de bronce  | –60 kg             |
| 1996               | Helsinki (Finlandia) | Medalla de bronce  | –65 kg             |